# Maresca
Maresca è una frazione del comune di San Marcello Piteglio sulla Montagna Pistoiese, sul torrente omonimo, che è il primo affluente (da sinistra) del fiume Reno.

## Storia
Anche se non ci sono prove concrete, si pensa che Maresca sia stata dapprima un rifugio oppure una stazione termale.
Nei suoi pressi, sulle rive dell'omonimo torrente, verosimilmente nella piana fra Campo Tizzoro e Pontepetri, nel 62 a.C., secondo molti storici, si svolse la battaglia (detta impropriamente di Pistoia e più propriamente di Campo Tizzoro) nella quale perse la vita Lucio Sergio Catilina per opera delle milizie del console Gaio Antonio.
Il primo documento in cui compare il nome del paese è un atto di donazione risalente al 1136 in cui viene citato un pezzo di "terra castagnata posto alla Maresca". Nel catasto del 1427 sono documentati un mulino e una ferriera (forse l'attuale ferriera Papini), esistenti da tempo e di proprietà di alcuni abitanti di Gavinana. Poco dopo la ferriera venne venduta alla famiglia Fabroni di Pistoia e, da qui, agli Appiani di Piombino, i quali alla fine del '500 fecero costruire un palazzo adibito a loro residenza e un gruppo di case, corrispondente all'attuale zona di "Borgo freddo", nei pressi dell'antico ponte che portava a Gavinana. 
È appurato che all'inizio del Seicento Maresca fu trasformata in centro protoindustriale. Gli Appiani, signori di Piombino e dell'Isola d'Elba, potenziarono la ferriera dove il ferro estratto nelle miniere dell'Isola d'Elba veniva trasformato in utensili. La scelta ricadde su questa valle sia per la ricchezza di legname sia di acqua: infatti l'intera montagna pistoiese era nota come la Grande Selva. In prevalenza venivano forgiati attrezzi per l'agricoltura (zappe, vanghe, aratri, ecc.) e per l'attività boschiva (asce, accette e soprattutto pennati). La produzione divenne di elevata qualità tanto che la stessa veniva esportata anche nelle regioni del Nord Italia.
Nel '600 le ferriere vennero acquistate dalla famiglia Rospigliosi; nel XVII-XVIII secolo inoltre sorsero a Maresca numerosi mulini che sfruttavano i numerosi corsi d'acqua per la macinatura del grano e soprattutto delle castagne, principale fonte di sostentamento degli abitanti della montagna fino a secondo dopoguerra.
Fino all'inizio del XX secolo l'economia locale si basò anche sulla pastorizia e sull'attività boschiva. Preponderante fu l'immigrazione stagionale per il taglio dei boschi, dove i boscaioli locali erano eccellenti e ben accolti nelle varie regioni dove per quest'attività scarseggiava la mano d'opera: Maremma, Umbria, Sardegna e Corsica.
Con la costruzione degli stabilimenti S.M.I. (Società Metallurgica Italiana) a Campo Tizzoro e a Limestre anche l'economia della valle si trasformò e subì l'influenza e l'interesse dell'industria bellica.
Ma il vero sviluppo Maresca lo conobbe con il turismo. Sin dalla fine dell'Ottocento in paese esistevano numerose pensioni e locande per l'accoglienza dei turisti estivi. Questa attività prosperò e si sviluppò nel periodo fra le due guerre mondiali grazie all'avvento della Ferrovia Alto Pistoiese, la cui stazione collegava il paese con la Ferrovia Porrettana a Pracchia e quindi con tutta l'Italia. Inoltre l'accoglienza degli ospiti avveniva anche nelle abitazioni che i valligiani mettevano a disposizione della colonia villeggiante.
Durante la seconda guerra mondiale, i tedeschi stabilirono un posto di comando a Maresca, che si trovava vicino alla linea Gotica, a motivo anche della forte presenza partigiana nella zona. La presenza del comando tedesco fu causa dei bombardamenti aerei che l'aviazione alleata effettuò il 6, il 9 e il 10 settembre 1944, i quali provocarono 22 morti fra la popolazione civile residente e la distruzione di gran parte del paese; concausa di tale evento nefasto fu anche il trasferimento del generale Albert Kesselring in queste zone dal fronte dell'Arno. Maresca venne ricostruita successivamente dal Comune di San Marcello Pistoiese anche grazie all'opera del geometra capo dello stesso comune Fenzo Baldassarri e del sindaco Savonarola Signori che quasi tutti i giorni partivano da San Marcello per Maresca avvalendosi del glorioso trenino della FAP, eliminato poi nell'anno 1965. I lavori terminarono nel 1953.

## Monumenti e luoghi d'interesse
- Chiesa di San Gregorio Magno
- La Ferriera, opificio per la lavorazione del ferro, risalente al 1625 e tuttora funzionante. Peculiarità sono gli enormi magli di ferro, con leve in legno, per la battitura del ferro, e il sistema idraulico a mulino di alimentazione dei meccanismi
- Vicolo medioevale, porzione ancora intatta della vecchia Maresca altrimenti distrutta nel bombardamento occorso alla fine della seconda guerra mondiale
- Palazzo Rospigliosi, distrutto anch'esso dai bombardamenti
- Foresta del Teso, foresta di faggi, castagni e abeti che circonda e sovrasta il paese. Peculiarità della rigogliosa foresta è una tipologia di felce rarissima, di cui il New York Times ha riportato pochi anni fa un ampio dossier nella sezione Science[senza fonte].
- Vivaio Ittico di Petrolini - allevamento di Trota Fario Mediterranea.

## Attività
- Parapendio.
- Escursionismo. I boschi di Maresca, la foresta del Teso, sono attraversati da una rete di sentieri segnati e tenuti in buono stato d'uso. Consentono passeggiate ed escursioni a tutti i livelli di impegno, sia in estate sia in inverno e arrivano fino ai quasi 2 000 metri delle vette più alte (monte Gennaio, Corno alle Scale) di questa porzione di Appennino. A quota 1 567 è stato realizzato dai soci della locale sezione del C.A.I. il Rifugio del Montanaro, struttura che può ospitare fino a 12 persone.
- Sci di Fondo. In inverno, una pista di fondo si snoda nella Foresta del Teso con un percorso medio facile curato dal locale Sci Club.
- Pesca sportiva. Sulle sponde del torrente Maresca si ritrovano gli appassionati di pesca alla trota.

## Feste, manifestazioni e cultura
- Il Cantar maggio: nel maggio di ogni anno gli abitanti di Maresca festeggiano la primavera con una manifestazione che include musica tradizionale (i Canti del Maggio)  e vino rosso.
- Extrad'arte: in occasione della festa del paese tutti gli anni la terza domenica di luglio si tiene Extrad'arte, festival di teatro di strada e spettacoli musicali. Gli artisti sono collocati in molteplici suggestive zone del paese. Due giorni di festa che coinvolgono tutta la popolazione, i villeggianti e i visitatori.
- Extra Mangiando: tutti gli anni la prima domenica di luglio. Rassegna enogastronomica con degustazione dei prodotti tipici della Montagna Pistoiese lungo le strade e le piazzette del paese
- La Société Editorialé Mapsulonnaise, editoria illustrata dell'immaginario, da anni pubblica indipendentemente racconti, storie di viaggio e altro.
- Festival internazionale del Folklore, con il gruppo La Quadriglia.